# Le Zèbre
SA Le Zèbre, ursprünglich Bizet Constructions, war ein französischer Hersteller von Automobilen.

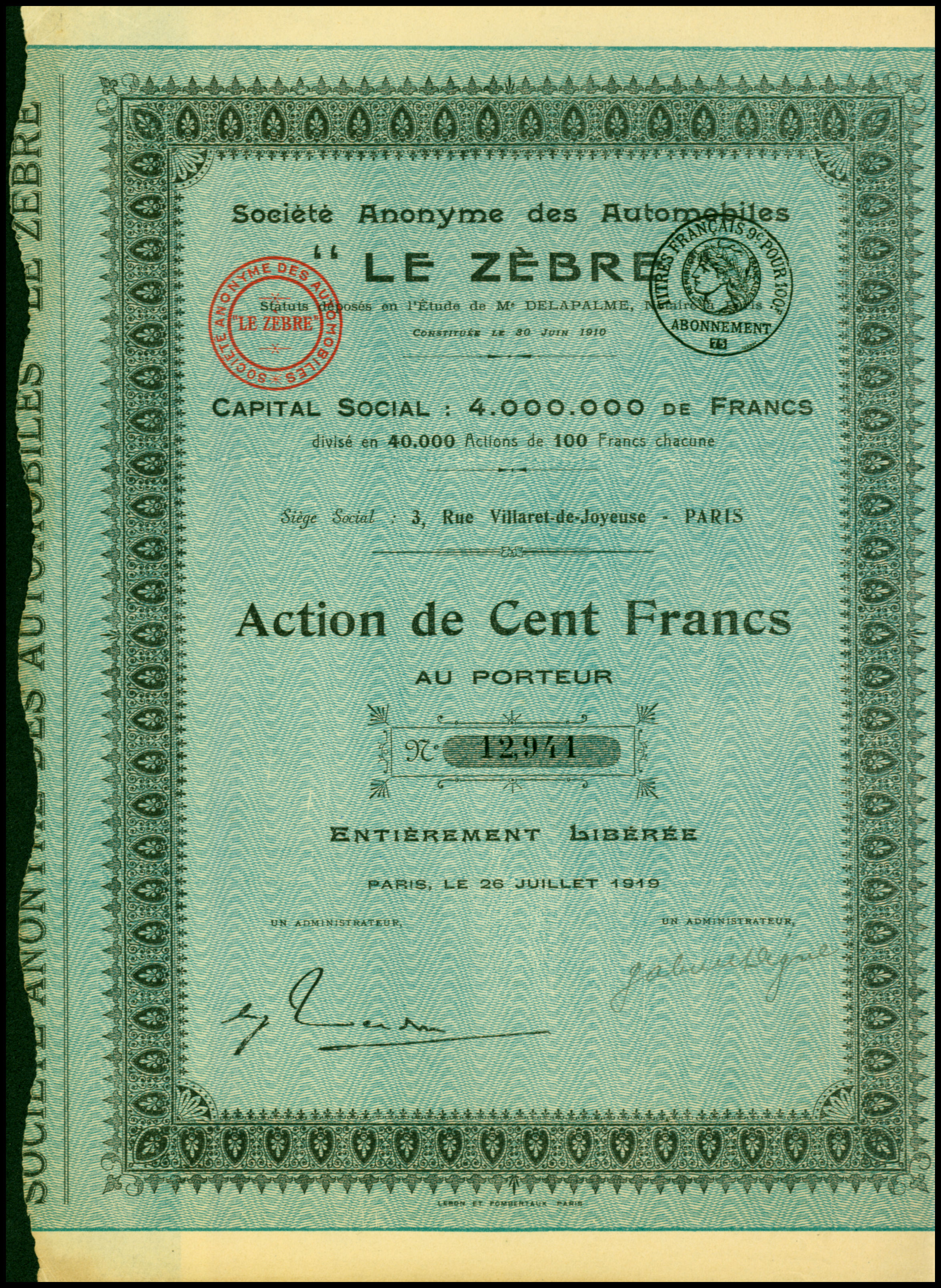
Aktie über 100 Francs der SA des Automobiles Le Zèbre vom 26. Juli 1919

## Unternehmensgeschichte
Jules Salomon und Jacques Bizet lernten sich in den 1900er Jahren kennen, als sie bei Automobiles Unic tätig waren. Bizet beauftragte Salomon mit der Entwicklung eines Kleinwagens. Im Oktober 1909 verließen beide Unic und gründeten ihr eigenes Unternehmen Bizet Constructions im 17. Arrondissement in Paris. Da sich keiner der beiden mit dem Wunsch durchsetzen konnte, seinen eigenen Namen als Markennamen zu verwenden, wählten sie Le Zèbre, zu deutsch Das Zebra, vermutlich abgeleitet vom Spitznamen eines Unic-Mitarbeiters. Die Geschäftsleute Emile Akar und Joseph Lamy waren ebenfalls am Unternehmen beteiligt. Im selben Jahr war die Markteinführung des ersten Modells. 1911 erfolgte die Umfirmierung in Société anomyme des automobiles Le Zèbre.
1931 endete die Produktion. Die Liquidation zog sich bis 1938 hin.
Insgesamt entstanden etwa 9500 Fahrzeuge.

## Fahrzeuge
Jules Salomon, der später bei Citroën den Citroën Typ A entwarf, entwickelte das erste Modell 5 CV mit einem Einzylindermotor mit 601 cm³ Hubraum mit einer Bohrung von 85 mm und einem Hub von 106 mm. Der Radstand betrug 2700 mm und die Spurweite 1000 mm. 1912 folgten zwei Vierzylindermodelle mit 785 und 942 cm³ Hubraum. Die Modelle wurden in relativ großen Stückzahlen bis 1917/18 produziert. Ab 1923 gab es ein größeres Modell mit 2000 cm³ Hubraum.
Fahrzeuge dieser Marke sind in mehreren Automuseen zu besichtigen, überwiegend in Frankreich. Nach einer Zählung im Jahre 1996 existieren weltweit noch 250 komplette Fahrzeuge, wobei sich über 20 allein in Belgien befinden.
- Type A, 4/5 PS, 1909 - 1917
- Type B, 10 PS, 1912 - 1917, 1743 cm³ (68 mm Bohrung 120 mm Hub)[7]
- Type C, 6 PS, 1912 - 1918
- Type D, 8 PS, 1919 - 1923, 998 cm³ (55 mm Bohrung 105 mm Hub), Vierganggetriebe[8]

Radstand 2520 mm, Spurweite 1150 mm, Länge 3400 mm, Breite 1350 mm
- Type Einzylinder, 1920 - 1923
- Type C / Type Armee, 6 PS, 1924
- Type E, 8 PS, 1923
- Model 10 PS, Licence Amilcar, 1923
- Type E, Amilcar, 1923 - 1925
- Type Z, 1924 - 1930
- Model 8/10 CV, nur Prototyp

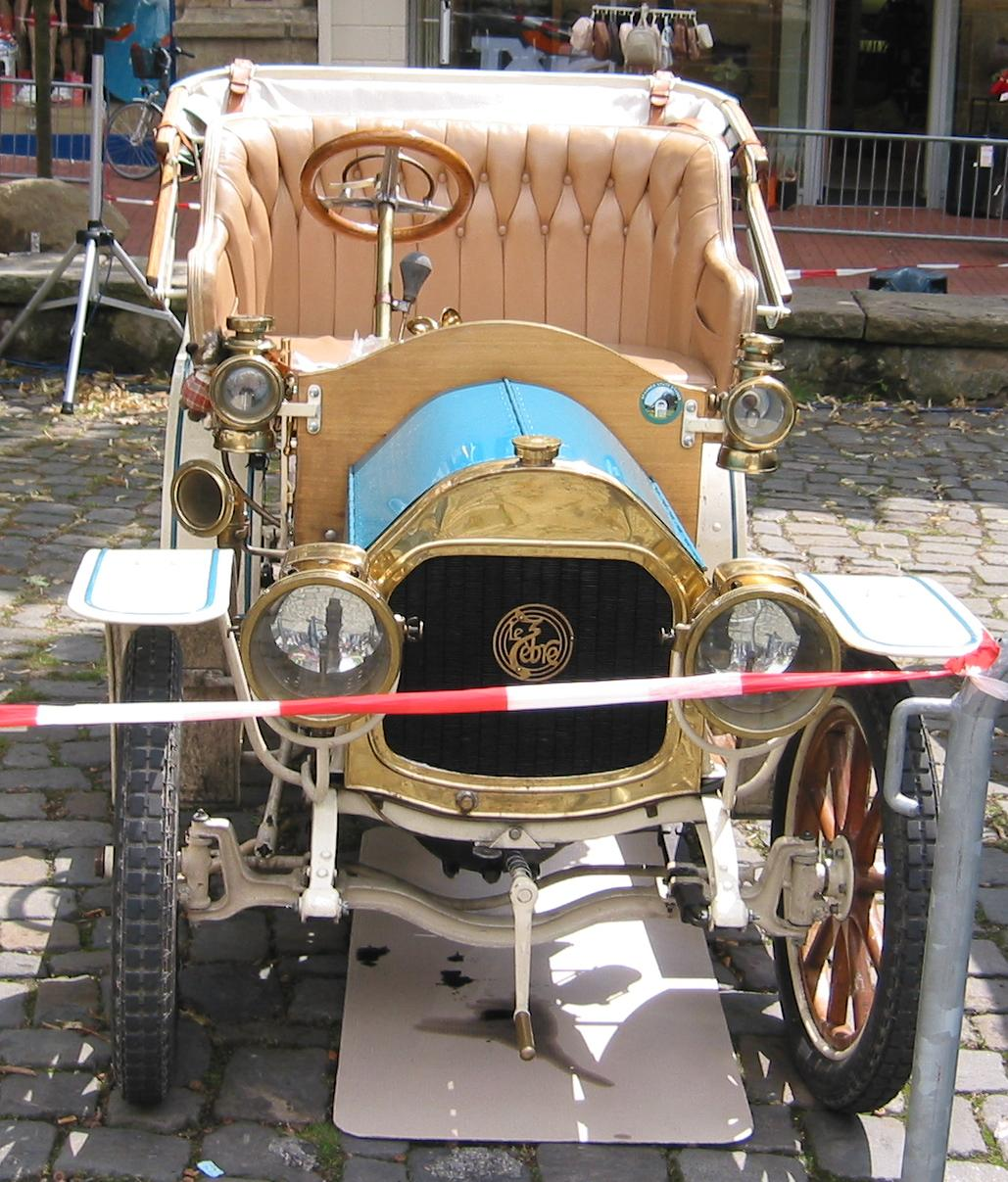
Le Zèbre von 1909
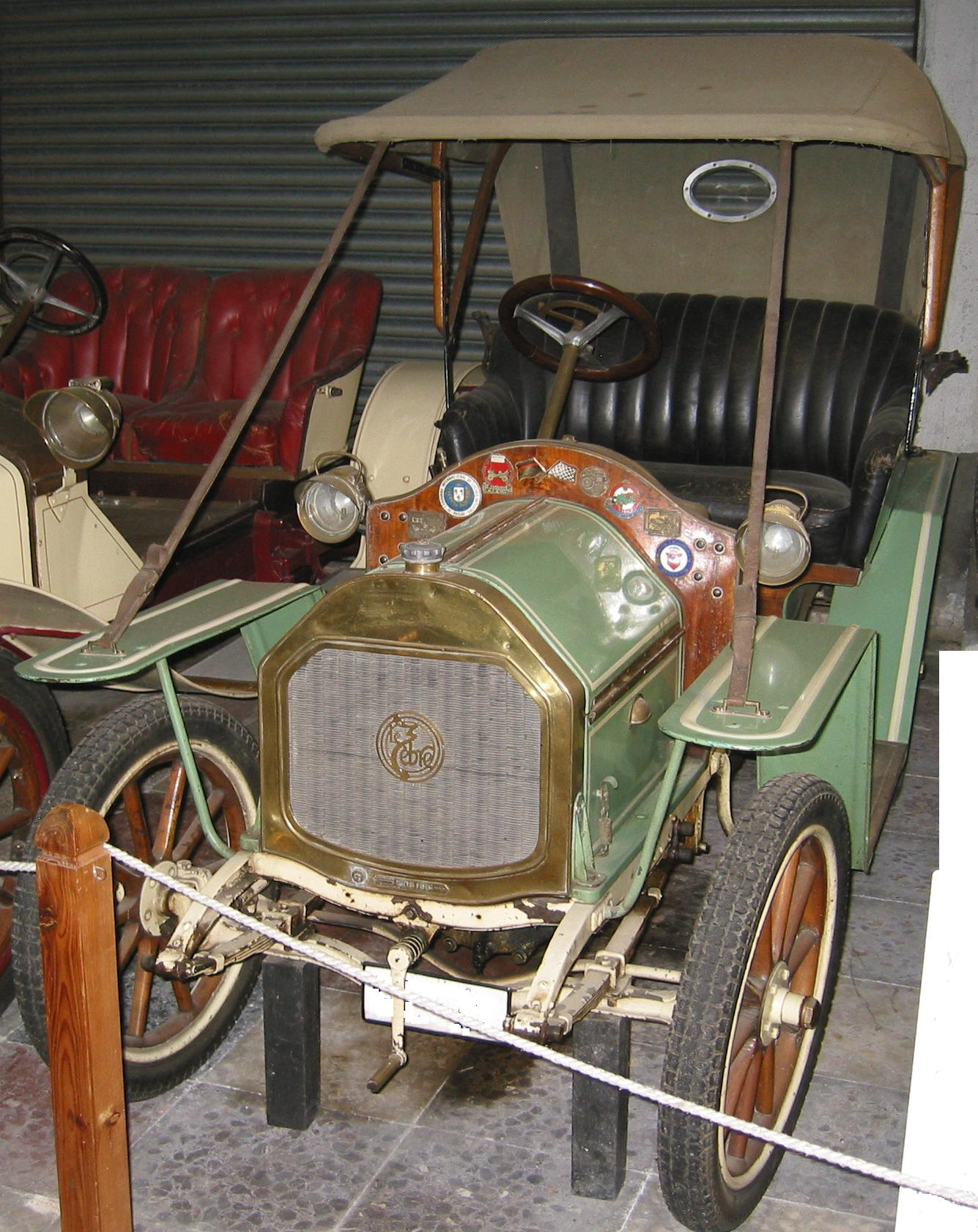
Le Zèbre von 1910
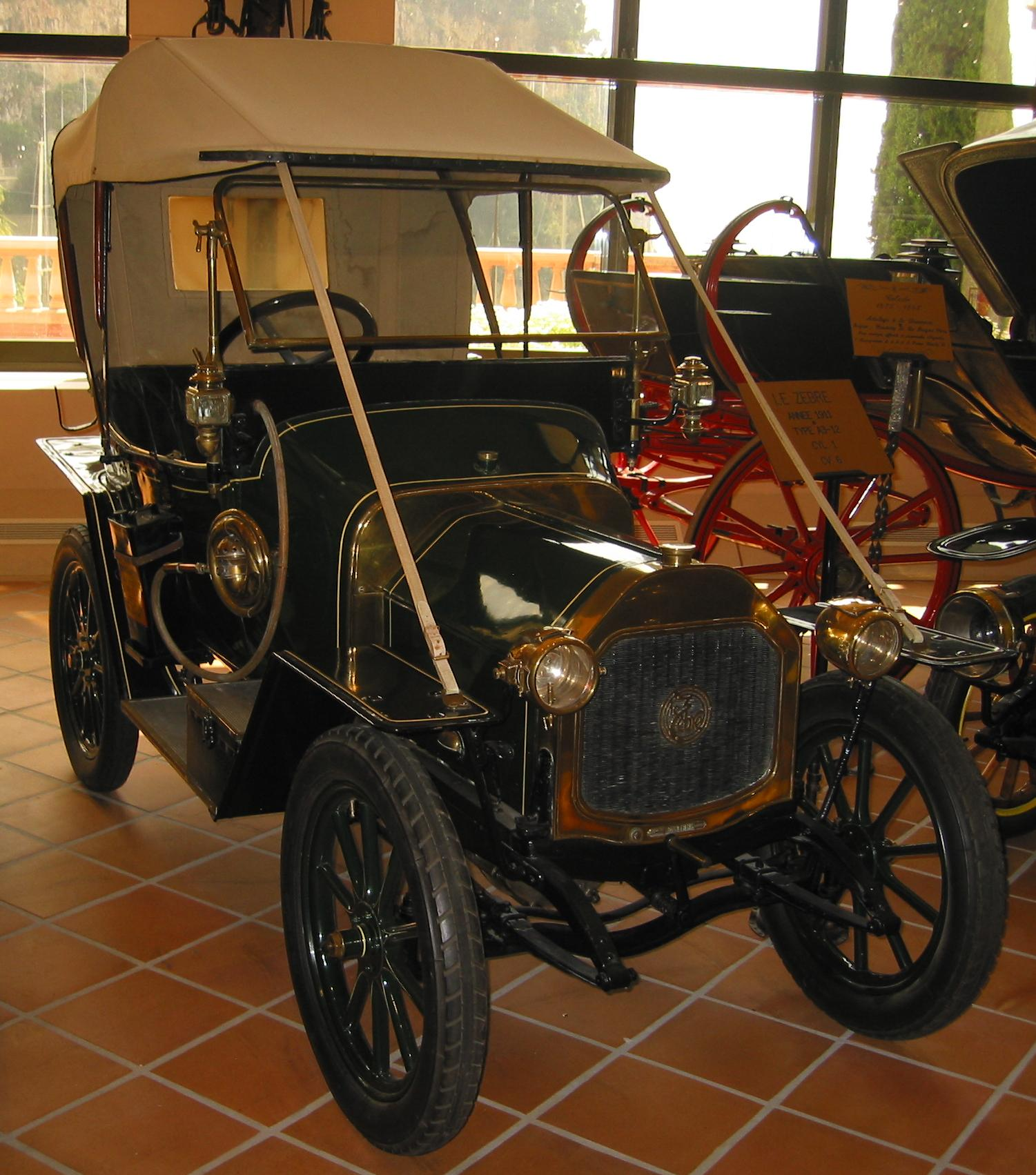
Le Zèbre von 1911
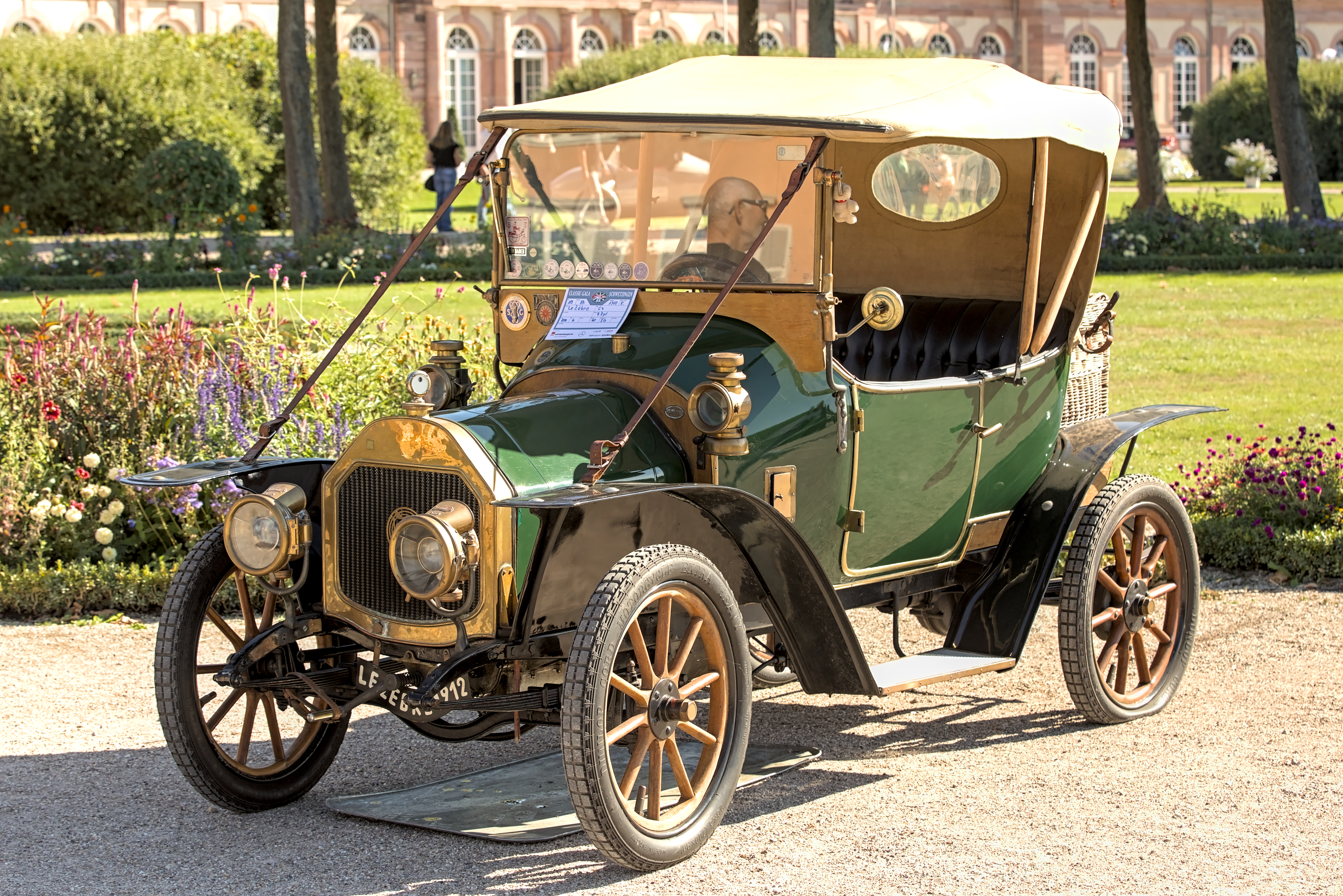
Le Zèbre von 1912
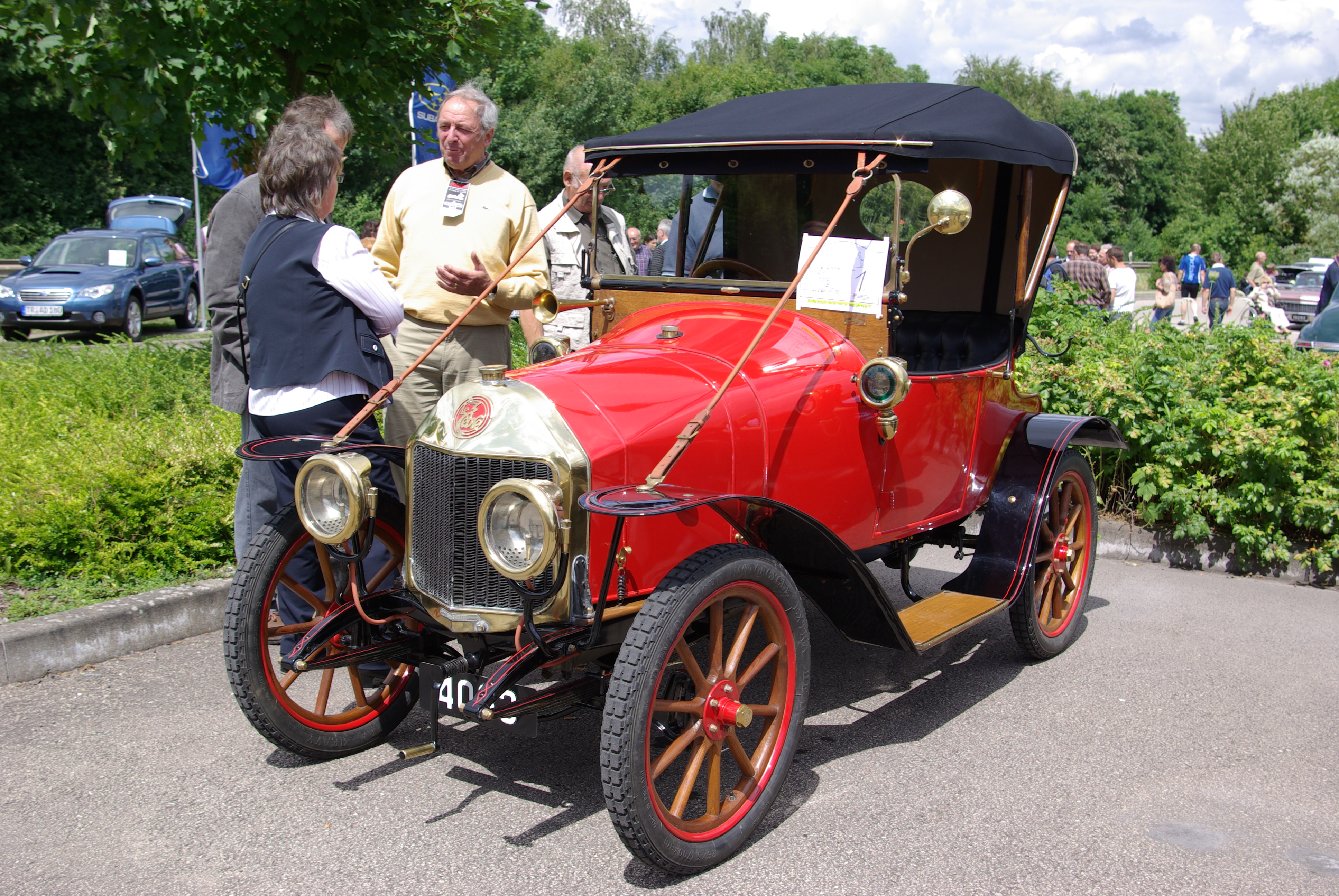
Le Zèbre von 1913
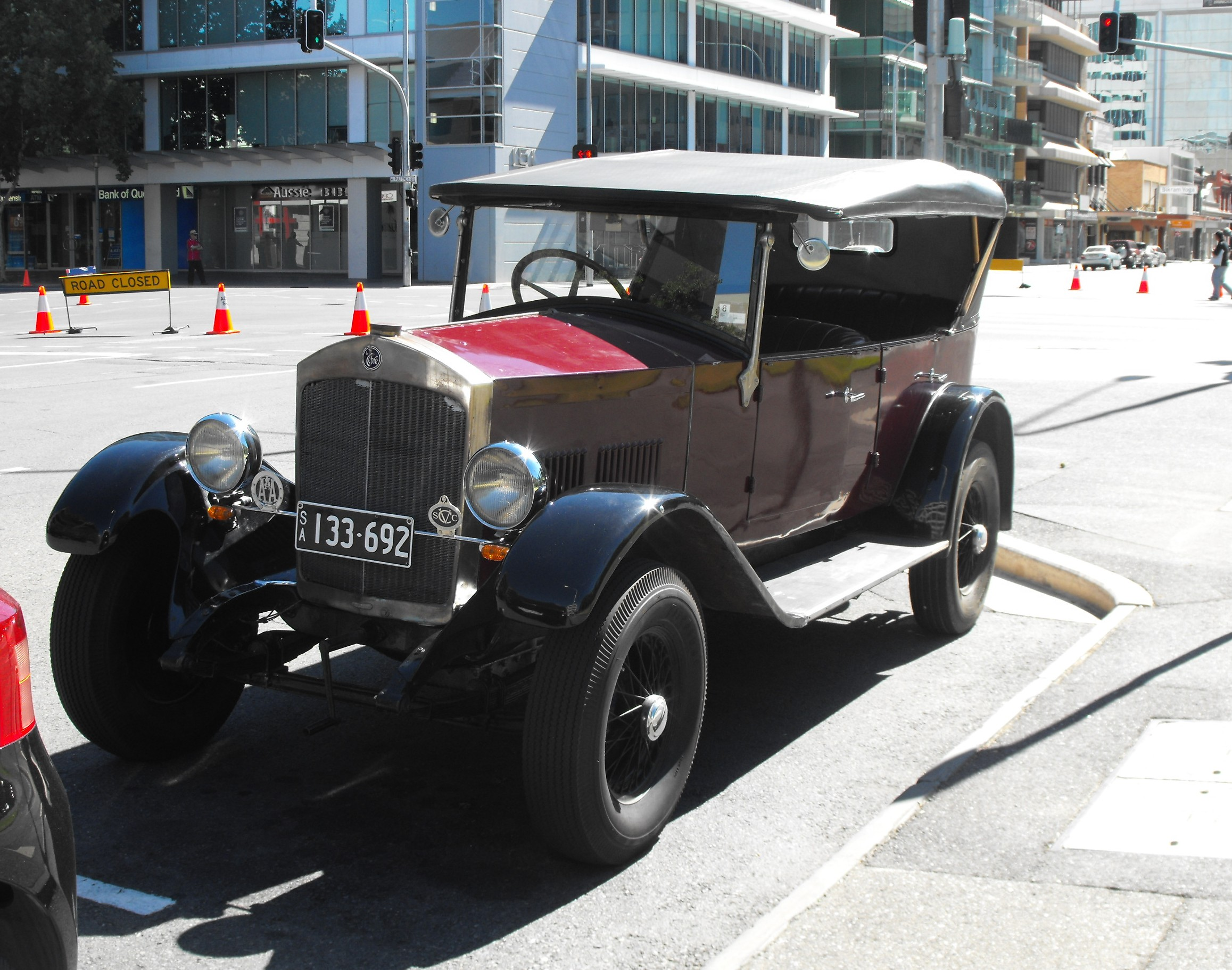
Le Zèbre von 1926–1927 mit viertüriger Karosserie